# Magnolia vazquezii
Magnolia vazquezii — вид рослин родини Магнолієві (Magnoliaceae), вічнозелене дерево, що походить з вологих гірських хмарних лісів штату Герреро на південному заході Мексики.